# まねだ聖子
まねだ 聖子（まねだ せいこ、1969年3月4日 - ）は、ものまねタレント。本名：久山 祐美子（くやま ゆみこ）。
東京都杉並区出身、東京都在住。身長163cm、体重47kg。血液型はB型。クヤマプロモーション所属（取締役副社長）。
松田聖子のそっくりさん・モノマネタレントの代表格とされる。
夫は寅さんのそっくりさんのゴジーラ久山。

## 来歴
東京都新宿区にあるものまねショーレストラン「そっくり館キサラ」には、オープン当初からコージー冨田らと共に出演（当時は森高千里、工藤静香、薬師丸ひろ子をはじめ色々な歌手の歌まねをしていた）。
ある時、松田聖子がショートカットのウィッグを付けてCMに登場し、当時その髪型の松田をものまねする人がおらず、元々松田の大ファンだったこともあり、「それじゃあ、気合い入れてなりきってみよう!」と思い、同じ型のウィッグを作り、メイクもプロの指導を受けた。その結果、自分でもビックリするほど本人に近づき、「まねだ聖子」としてステージに立つようになった。
現在も大ファンである松田のコンサートやディナーショーなどにも毎回欠かさず足を運んでおり、ドレスは約50着所持している。
現在は郷ひろみのそっくりさんである竹原ひろみ、野口五郎のそっくりさんである野呂五郎とトリオでのテレビ出演が多い。
おニャン子クラブのオーディションに落選したことがある。

## 出演

### テレビ
- 上岡龍太郎がズバリ! - 芸能人そっくり50人大集合で優勝
- ミュージックエンタ - 松田聖子本人と共演
- 第99回絶対似てます!そっくりものまね名人大賞
- 投稿!特ホウ王国(日本テレビ)
- アッコにおまかせ!(TBS)
- ジャングルTV ～タモリの法則～ - 同じ穴のムジナ出演
- ザ・ワイド - “芸能人豪邸見てみたいバスツアー”バスガイド
- めちゃ×2イケてるッ!(フジテレビ)
- 人気者で行こう!(テレビ朝日)
- あの人は今!? 大捜査スペシャル
- ビッグトゥデイ
- 爆笑問題の開け!記憶の扉 - 山咲トオルVSまねだ聖子
- ものまねバトル大賞18 - ものまね新人コーナーグランドチャンピオン大会 郷ひろみのそっくりさん（竹原ひろみ）とのペアで優勝
- 〜あらゆる世界を見学せよ〜潜入!リアルスコープ(フジテレビ)
- ハロウィン歌謡祭(TBS)
- ものまねグランプリ(日本テレビ) - キサラチーム
- 水曜日のダウンタウン(TBS)
- まもなく今夜くらべてみました(日本テレビ)
- ザ・細かすぎて伝わらないモノマネ(フジテレビ)
- CDTV(TBS)
  - クリスマス音楽祭
  - ハロウィン音楽祭
- あるある議事堂(テレビ朝日)
- ナカイの窓(日本テレビ)
- 良かれと思って(フジテレビ)
- 笑っていいとも!(フジテレビ)
- 学校へ行こう!(TBS)
- お願い!ランキング(テレビ朝日)
- ルパンの娘(フジテレビ)
- 明石家電視台(MBS)
- マツコ会議(日本テレビ)
- 嵐にしやがれ(日本テレビ)
- クイズ!脳ベルSHOW（BSフジ）
- ものまねランキング(テレビ東京)
- 路線バスで寄り道の旅(テレビ朝日)

### 映画
- シャ乱Qの演歌の花道
- 週刊バビロン(山城新伍監督) - 松尾聖子 役

### CM
- 質ウエダ
- 松任谷由実セルフカバーアルバム「Yuming Compositions: FACES」発売告知 - 松任谷由実共演

## イベント
- フジロックフェスティバル 2017

## CD
- 「all the same～あなたに似た人」（1997年6月21日発売）
TBSのバラエティ番組「上岡龍太郎スペシャル スターそっくり豪華版」の企画でものまねタレントたちによって結成された歌手グループ「ザ・くりそっち」のメンバーの一人としてCDデビュー。